# SN 2006me
SN 2006me – supernowa typu Ia odkryta 15 października 2006 roku w galaktyce A011447+0010. Jej maksymalna jasność wynosiła 22,54m.